# Callabiana
Callabiana – miejscowość i gmina we Włoszech, w regionie Piemont, w prowincji Biella.
Według danych na styczeń 2009 gminę zamieszkiwały 153 osoby przy gęstości zaludnienia 21 os./1 km².